# Cricca di Anhui
La Cricca di Anhui fu una delle numerose cricche o fazioni ostili che si scissero dall'Esercito Beiyang durante il Periodo dei signori della guerra nella Repubblica di Cina. Prese il nome dalla provincia di Anhui perché molti dei suoi generali, incluso il fondatore, Duan Qirui, vi nacquero. Poiché la cricca di Anhui si organizzò molto presto, era considerata politicamente più sofisticata rispetto ai suoi signori della guerra rivali.
Con il supporto giapponese e la soppressione della Restaurazione Manciù, divenne la fazione più potente in Cina dal 1916 al 1920. Aveva una convivenza difficile con la Cricca di Zhili, la Cricca del Fengtian e il Governo Beiyang. Difese la linea dura durante il Movimento di protezione della costituzione. Il Movimento del 4 maggio 1919 indebolì la sua influenza e alla fine portò alla Guerra Zhili-Anhui nel 1920 e che vide la sconfitta della cricca di Anhui. Duan si dimise e la cricca mancò di leadership nazionale per i successivi quattro anni quando tutte le sue provincie furono alla fine inghiottite dalla cricca di Zhili entro l'estate del 1924. Dopo il Colpo di Pechino Feng Yuxiang e Zhang Zuolin presero Duan per guidare un governo provvisorio. Mancando di qualsiasi potere militare e significato lui ed i suoi pochi sostenitori rimasti misero Feng e Zhang l'uno contro l'altro. Lo rimossero dal potere e i suoi ultimi seguaci si unirono nella Cricca del Fengtian.
La cricca di Anhui aveva anche un'ala politica conosciuta come Anfu Club che consisteva di politici che riponevano la loro fortuna in Duan. Formata il 7 marzo 1918 da Xu Shuzheng e Wang Yitang, si candidò per le elezioni per l'Assemblea nazionale settentrionale e vinse tre quarti dei seggi principalmente perché i signori della guerra dell'Anhui comprarono i voti. Era un partito molto disciplinato creato per spingere l'agenda di Duan attraverso mezzi legali come eleggere il membro del partito Xu Shichang come Presidente della Repubblica di Cina. Prima della Guerra Zhili-Anhui fu sostenuto dalla cricca del Fengtian, dalla Cricca dello Xinjiang e dalla Cricca di Shanxi. La Cricca di Anhui fu successivamente distrutta dopo la guerra quando l'Assemblea fu sciolta.
La sua ala finanziaria fu la Nuova cricca delle comunicazioni (1916-1919) guidata da Cao Rulin. Egli fu il rivale di Liang Shiyi della Vecchia cricca delle comunicazioni. La condotta di Cao durante la Conferenza di pace di Parigi portò al Movimento del 4 maggio 1919 e al suo licenziamento.